# Quốc Tính

Vị trí tại Nam Đầu

Quốc Tính (tiếng Trung: 國姓鄉; bính âm: Guóxìng Xiāng) là một hương (xã) của huyện Nam Đầu, tỉnh Đài Loan, Trung Hoa Dân Quốc (Đài Loan). Hương nằm ở phía bắc của huyện và có đa số cư dân là người Khách Gia. Tổng diện tích của Quốc Tính là 175,7042 km², dân số vào tháng 8 năm 2011 là 20.426 người thuộc 7.225 hộ gia đình, mật độ cư trú đạt 116,3 người/km².